# Miila
Miila – wieś w Estonii, w prowincji Virumaa Zachodnia, w gminie Rägavere.